# Maribondo
Maribondo (Patos Maribonde) – wodospad położony na rzece Rio Grande, w Brazylii, wysokości 35 metrów. Średnio rocznie przepływa nim 1500 m³/s.